# Tritonidoxa wellsi
Tritonidoxa wellsi är en snäckart som först beskrevs av Er. Marcus 1961.  Tritonidoxa wellsi ingår i släktet Tritonidoxa och familjen Tritoniidae. Inga underarter finns listade i Catalogue of Life.